# Mahiole
Mahiole en idioma hawaiano, son unos cascos de plumas hawaianos, que se usaron con capas  de plumas (ʻahu ʻula). Eran símbolos del más alto rango reservados para los hombres de la línea hereditaria Ali'i, la clase principal de la nobleza de  Hawái. Hay ejemplos de este sombrero tradicional en museos de todo el mundo. Al menos dieciséis de estos cascos fueron recogidos durante los viajes del Capitán Cook. Estos cascos están hechos de una estructura de armadura tejida decorada con plumas de ave y son ejemplos de técnicas en trabajo de plumas finas. Uno de estos cascos fue incluido en una pintura de la muerte de Cook por Johann Zoffany.

## Descripción

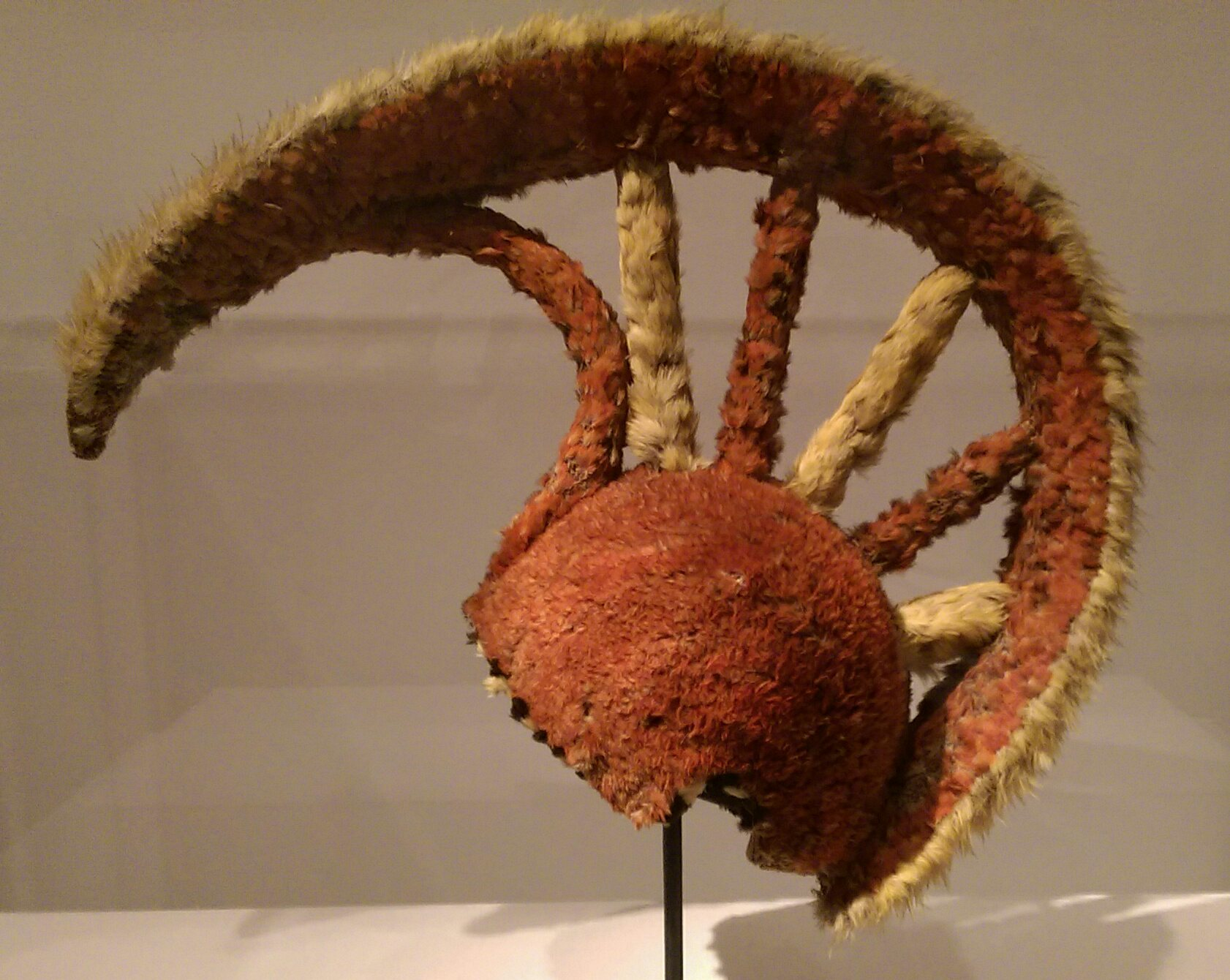
Un mahiole coleccionado por Robert Gray en 1789.

Mientras que los hawaianos no usaban sombreros, durante los combates los jefes Ali'i usaban cascos de mimbre especialmente creados que se asemejaban a los cascos griegos clásicos, y también casualmente se asemejan al tocado usado por los músicos budistas de Ladakh. Si bien se ha planteado la sugerencia de una influencia de los españoles, la tradición proviene de la costa norte de Nueva Irlanda. El diseño para mahiole es una gorra con estructura de cestería y con una cresta que va desde el centro de la frente hasta la nuca. Sin embargo, la variación en el diseño es considerable con el color y la disposición de los patrones de plumas diferentes y la cresta que varía en altura y grosor. Varios museos tienen numerosos ejemplos en diferentes diseños y etapas de preservación. Un término hawaiano relacionado «oki mahiole» significa un corte de pelo donde una tira de cabello queda en la cabeza. La imagen del dios hawaiano Kūkaʻilimoku o Kū a veces se presenta con una cabeza similar.

## Construcción

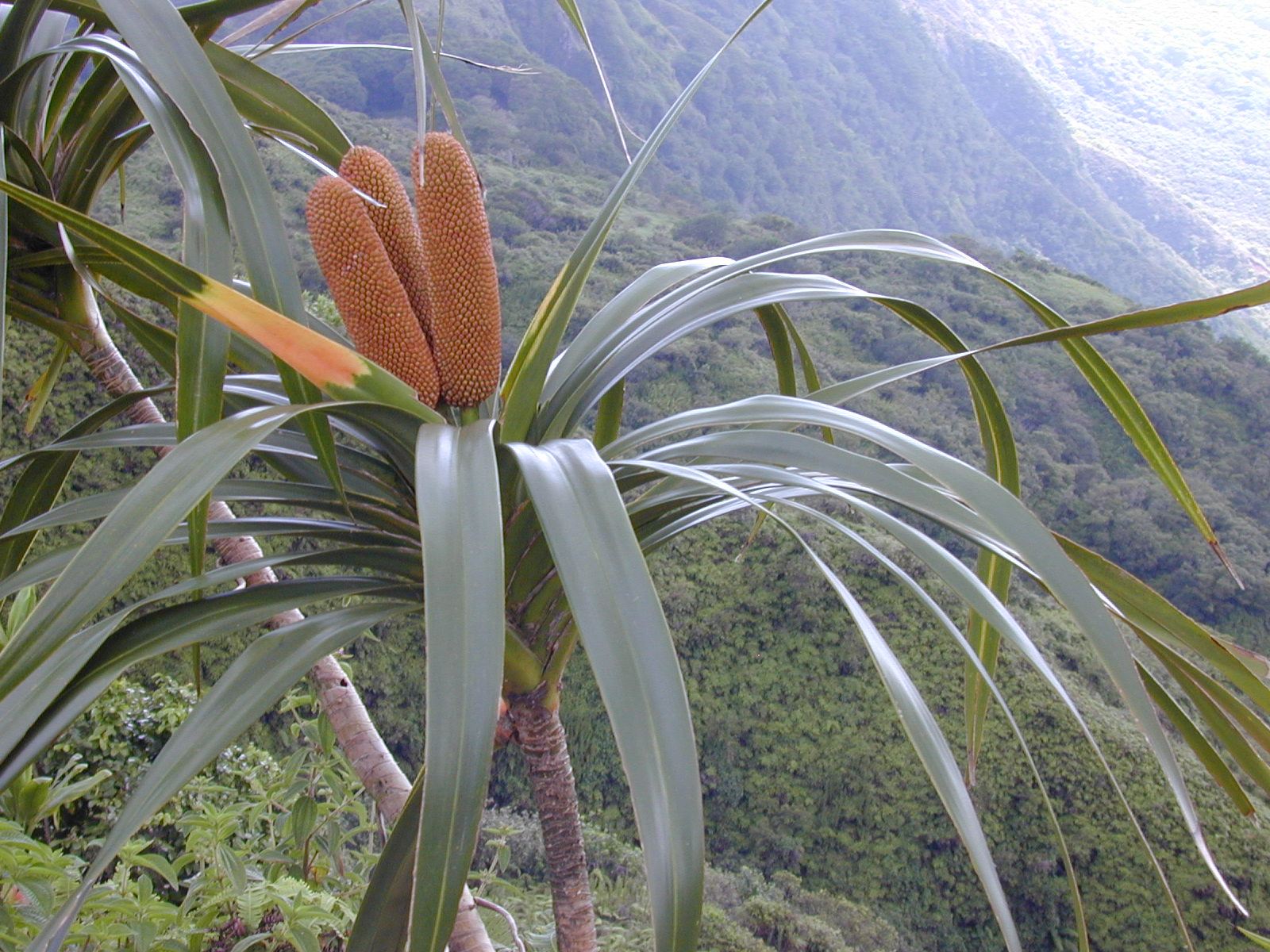
Freycinetia arborea una de las plantas usadas para la estructura del casco.

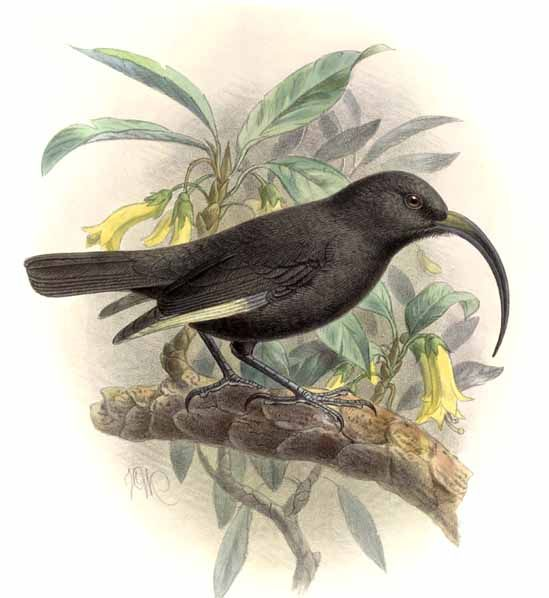
Pájaro Mamo negro, que ahora está extinto.

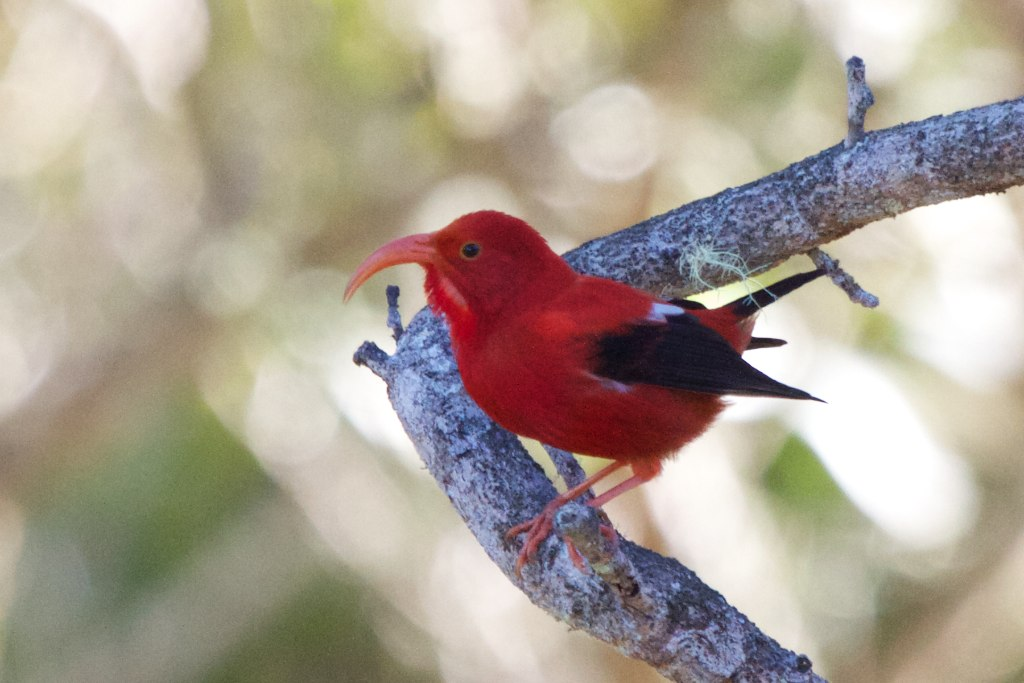
Iiwi cuyas plumas se usaban para el color rojo.

Los cascos están realizados en una construcción tipo cesta que proporciona un marco liviano y fuerte. El marco de esta construcción está decorado generalmente con plumas obtenidas de aves locales, aunque ha habido variaciones que han utilizado el cabello humano en su lugar.  La planta utilizada para hacer las estructuras es Freycinetia arborea, una planta que se usa a menudo para fabricar cestas. Además de Freycinetia arborea, los fabricantes también utilizaron la fibra de la planta Touchardia latifolia, que es un tipo de ortiga, que se usó principalmente para crear una cuerda o hilo para atar las plumas a la cestería.
La coloración se logró usando diferentes tipos de plumas. El negro y el amarillo provenían de un pájaro llamado Moho o'O  en hawaiano. Había cuatro variedades de este pájaro. El último tipo se extinguió en 1987 por una causa probable de enfermedad. Las plumas negras se obtuvieron del llamado pájaro Mamo negro, que ahora también está extinto. Las plumas rojas distintivas provienen del Iiwi y Apapane. Ambas especies son todavía aves moderadamente comunes en Hawái. Aunque las aves fueron explotadas por sus plumas, se cree que el efecto en la población es mínimo. Las aves no fueron matadas, pero eran capturadas por recolectores especializados en aves, algunas plumas fueron recogidas y luego las aves se liberaban.
Se necesitaron decenas de miles de plumas para cada mahiole. Un pequeño paquete de plumas era recogido y atado antes de ser puesto en la estructura. Los paquetes estaban montados muy cercanos unos a otros para formar una cobertura uniforme de la superficie del mahiole.

## Mahiole del capitán James Cook
Cuando el capitán James Cook visitó Hawái el 26 de enero de 1778, fue recibido por un alto jefe llamado Kalaniʻōpuʻu. Al final de la reunión, Kalani'ōpu'u colocó el casco con plumas y la capa que había estado usando sobre Cook. Kalaniʻōpuʻu también colocó varias capas más a los pies de Cook, así como cuatro grandes cerdos y otras ofrendas de comida. Gran parte del material de los viajes de Cook, incluido el casco y la capa, terminó en la colección de Ashton Lever.  Los exhibió en su museo, inicialmente llamado Holophusikon y más tarde Museo Leveriano.  Fue de este museo que el mahiole y la capa de Cook fueron tomados prestados por Johann Zoffany, en la década de 1790 e incluidos en su pintura de la Muerte de Cook.

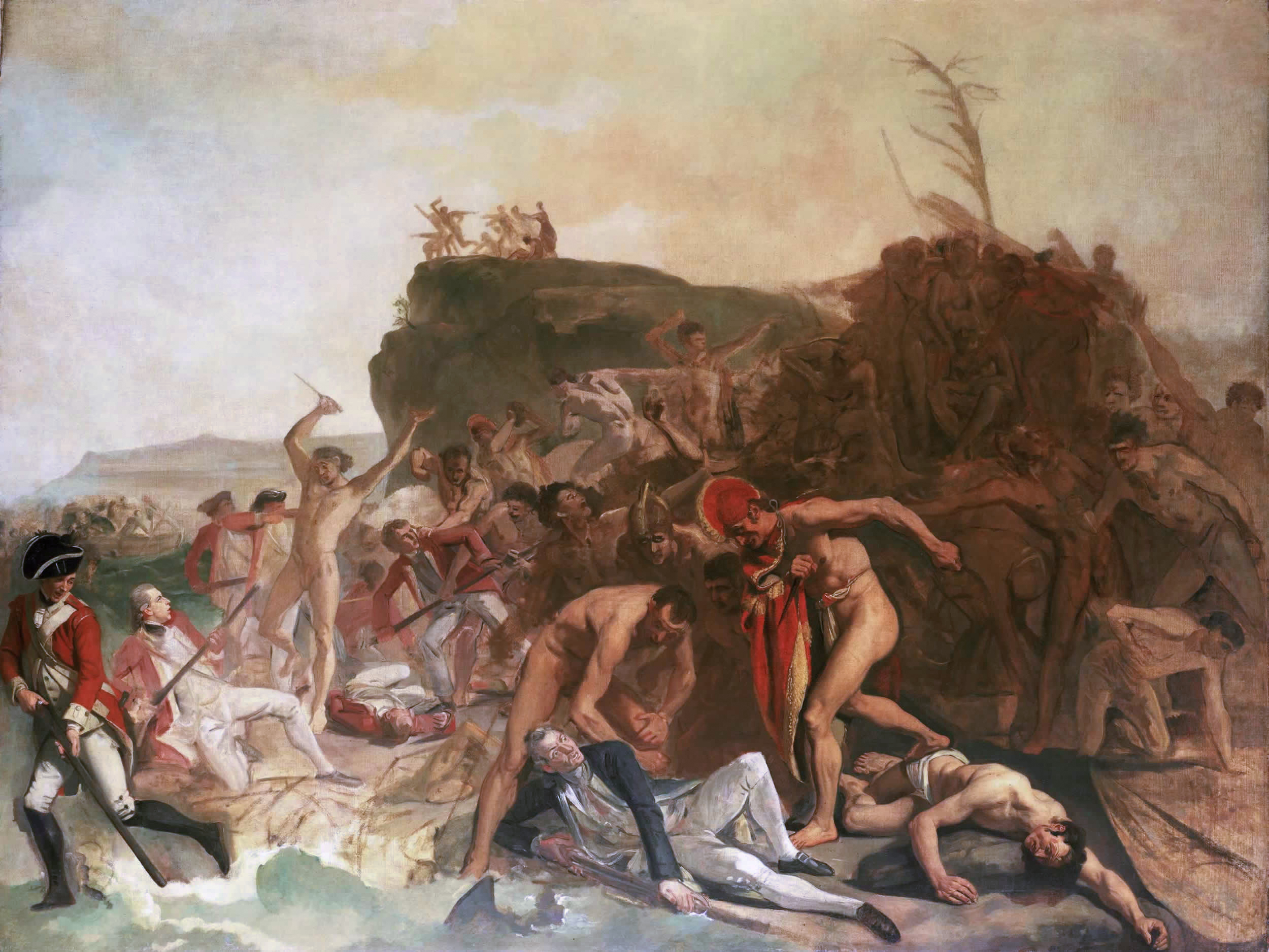
La muerte del capitán James Cook, 14 de febrero de 1779. En la pintura se puede ver un nativo con un casco Mahiole.

Lever se declaró en quiebra y su colección fue eliminada por subasta pública. La colección fue obtenida por James Parkinson quien continuó exhibiéndola. Eventualmente vendió la colección en 1806 en 8,000 ventas por separado. —El Museo Británico no hizo una oferta sobre estos artículos ya que Joseph Banks les había aconsejado que no había nada de valor—.  El mahiole y la capa fueron comprados por el coleccionista William Bullock quien los exhibió en su propio museo hasta 1819 cuando también vendió su colección. El mahiole y la capa fueron comprados por Charles Winn y permanecieron en su familia hasta 1912, cuando el nieto de Charles Winn, el segundo barón St Oswald, los entregó al Dominio de Nueva Zelanda. Ahora están en la colección del Museo de Nueva Zelanda Te Papa Tongarewa.

## Mahiole en museos

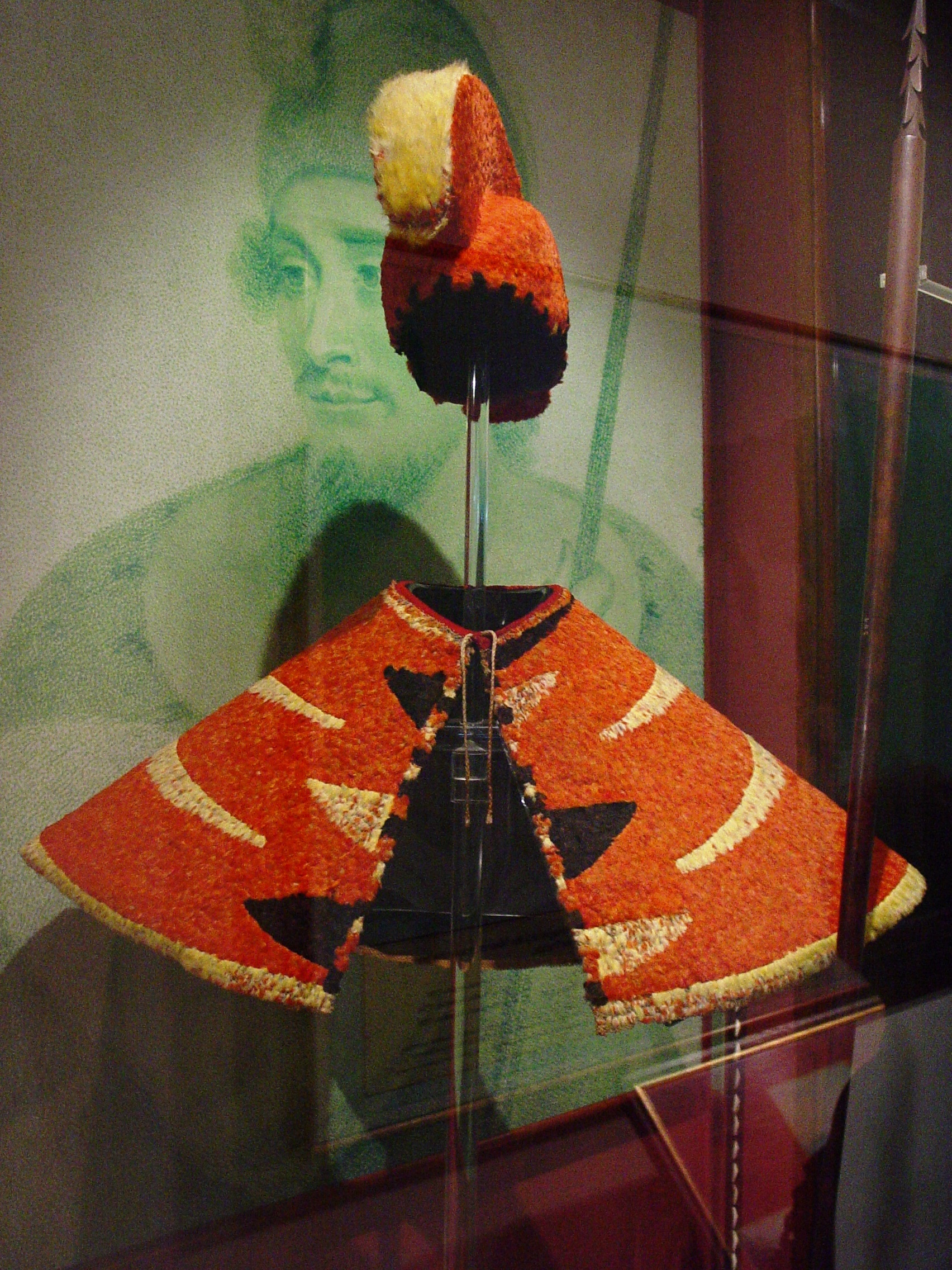
Un mahiole de 200 años junto con una capa emplumada.

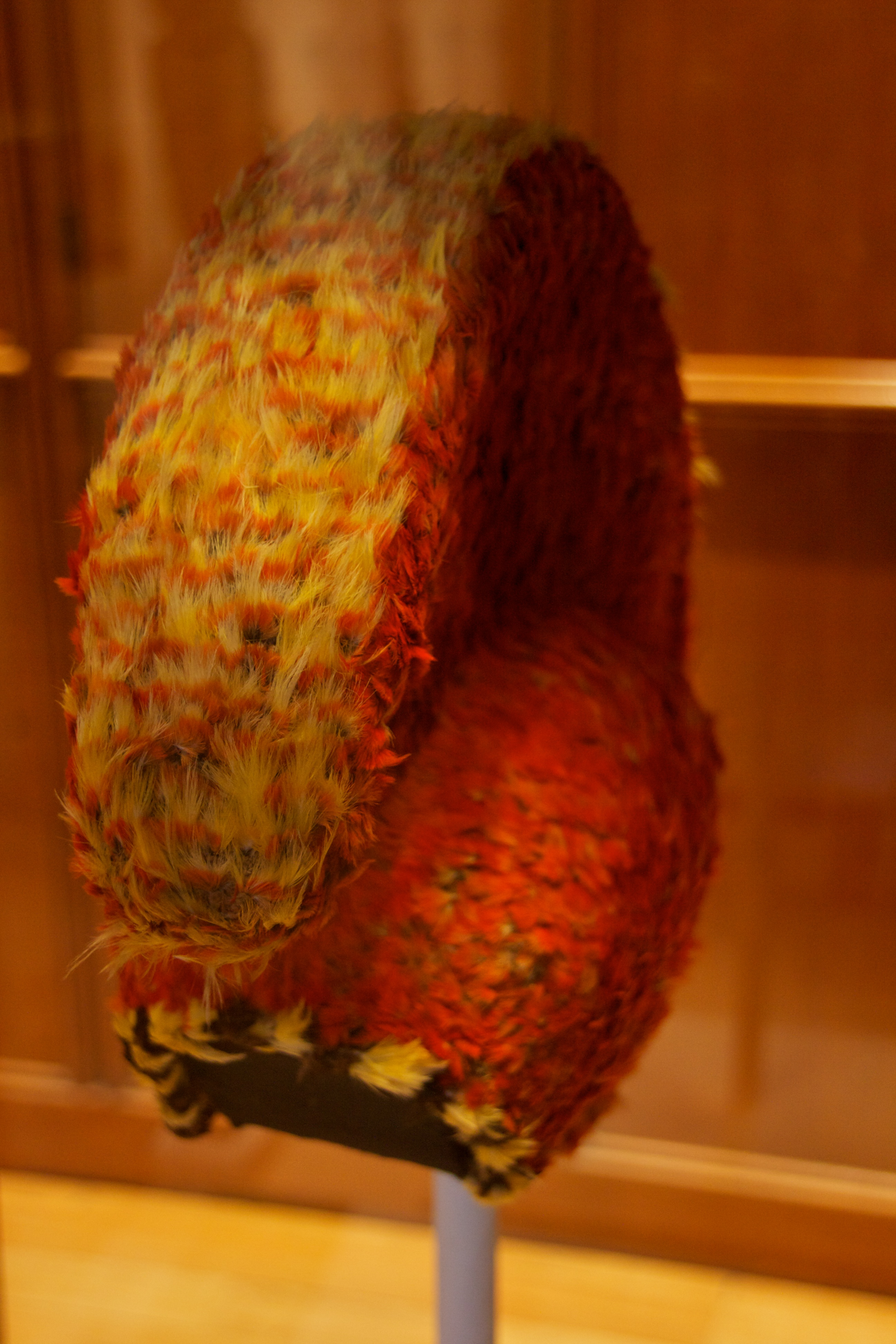
Vista trasera de un mahiole del Museo Británico.

### Bernice P. Bishop Museum, Honolulu
El Bishop Museum en Honolulu, tiene un mahiole de 200 años y una capa a juego. Este mahiole rojo y amarillo brillante fue entregado al rey de Kauai, Kaumualiʻi, cuando se convirtió en vasallo de Kamehameha I en 1810, uniendo todas las islas en el Reino de Hawái.

### Museo Británico
El Museo Británico tiene siete de estos cascos. El gran casco rojo que se muestra en la fotografía  de la plantilla, se obtuvo de la colección de Joseph Banks. Banks era un rico polímata que estaba particularmente interesado en la botánica. Navegó con el capitán Cook en su primer viaje de exploración y continuó en contacto con las futuras exploraciones de Cook. Se especula que este casco puede haber pertenecido al segundo al mando de Cook, el capitán Charles Clerke.  Después de la muerte de Clerke en el tercer viaje de Cook, sus colecciones fueron dejadas a Joseph Banks, en ese momento de su defunción, Clerke era el capitán del barco puesto que ocupó tras la muerte de Cook.
Un segundo casco difiere en el diseño general del primero en que tiene bandas concéntricas de amarillo y negro sobre un fondo rojo general. Un sombrero de este diseño fue grabado por John Webber, que era el artista oficial del capitán Cook. El Museo Británico también tiene un ejemplo sin plumas que muestra cómo se construyó el marco.

### Museo de Etnología, Viena
El Museo de Etnología de Viena obtuvo algunas de sus exhibiciones más antiguas de la venta del Museo Leveriano de 1806.  El barón Leopold von Fichtel compró una serie de artículos para su museo en Viena.

### Museo de Nueva Zelanda Te Papa Tongarewa, Wellington
El Museo de Nueva Zelanda Te Papa Tongarewa tiene cuatro mahiole en su colección. Dos fueron regalos de Lord St Oswald en 1912. Los otros dos fueron comprados en 1948 por el Gobierno de Nueva Zelanda a William Ockelford Oldman, un coleccionista y comerciante de antigüedades etnográficas. El Museo Británico, el Smithsonian y el Museo de Nueva Zelanda Te Papa Tongarewa creen que uno de los cascos y su capa a juego fueron los colocados en Cook por el jefe hawaiano Kalani'ōpu'u. El casco y la capa en cuestión son similares a los representados en la pintura de Zoffany.

## Historia del mundo en cien objetos
El casco con plumas del Museo Británico fue elegido como uno de los artículos presentados en la serie de radio Una historia del mundo en cien objetos. La serie comenzó en 2010 y fue creada en una asociación entre la BBC y el Museo Británico.

## Tales From Te Papa
El mahiole y la capa de Cook aparecen en la serie de televisión mini-documental Tales from Te Papa, filmada en el 2009. La serie fue creada en una asociación entre TVNZ y Te Papa.